# Atriplex leptocarpa
Atriplex leptocarpa är en amarantväxtart som beskrevs av Ferdinand von Mueller. Atriplex leptocarpa ingår i släktet fetmållor, och familjen amarantväxter. Arten förekommer tillfälligt i Sverige, men reproducerar sig inte.